# Auguste Denayrouze

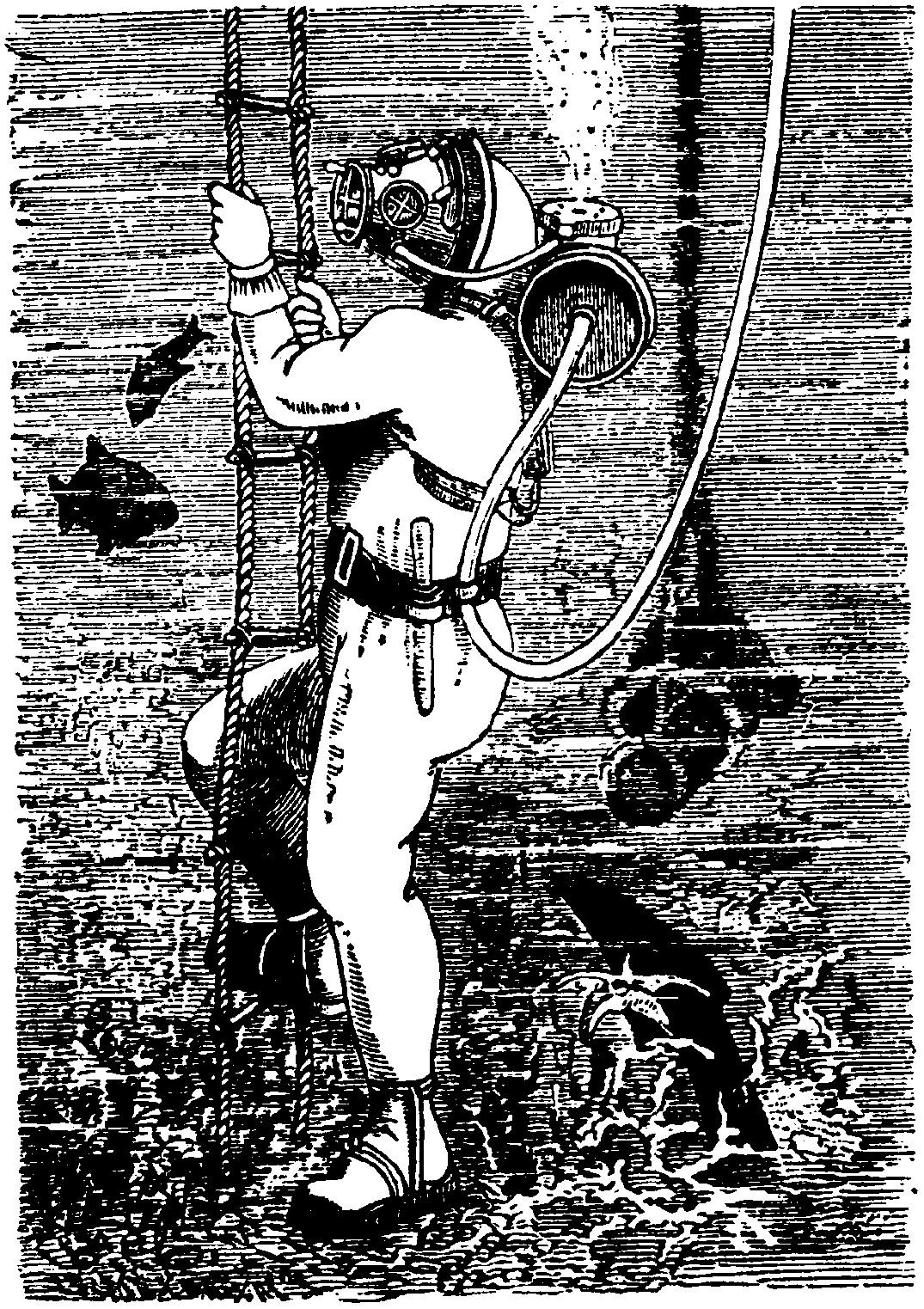
Aparat nurkowy Rouquayrol-Denayrouze, w którym powietrze jest tłoczone znad powierzchni wody do zbiornika w kształcie beczułki, z którego przez regulator ciśnienia podawane jest do hełmu nurka

August Denayrouze (ur. 1837 w Montpeyroux, zm. 1883) – francuski marynarz, jeden z wynalazców (wraz z Benoîtem Rouquayrolem) skafandra nurkowego.

## Życiorys
Urodził się w miejscowości Montpeyroux we francuskiej prowincji Aveyron. W 1852, w wieku 15 lat, został przyjęty do Szkoły Morskiej, w której uzyskał w 1862 stopień porucznika marynarki, po czym zamustrował się na pokład statku płynącego do francuskiej kolonii Kochinchina na terenie dzisiejszego Wietnamu. W czasie rejsu poważnie zachorował, co wykluczyło go ze służby na morzu. W czasie leczenia we Francji spotkał Rouquayrola, z którym dokonał szeregu wynalazków.
Od 1860 Benoît Rouquayrol uzyskał trzy patenty na urządzenia służące dostarczaniu górnikom powietrza w sytuacjach awaryjnych, takich jak zalania czy pożary kopalń. Denayrouze pracował nad możliwościami zastosowania regulatora ciśnienia do podawania powietrza człowiekowi zanurzonemu w wodzie, co w 1864 zaowocowało wspólnym patentem na „ubiór nurkowy Rouquayrol-Denayrouze”, który był pierwszym skafandrem, dozującym powietrze w zależności od jego potrzeb. Jeszcze w tym samym roku francuska marynarka wojenna niezależnie opracowała skafander o podobnym działaniu.
W lutym 1865 August Denayrouze powołał „Towarzystwo Rouquayrol-Denayrouze”, mające na celu sprzedaż ich wynalazków marynarce i prywatnym przedsiębiorstwom. W tym samym roku utworzył też „Francuskie Towarzystwo Połowu Ryb i Gąbek Morza Śródziemnego” (Société française de pêche aux éponges pour la Méditerranée Orientale) z siedzibą w tureckim Izmirze.
W 1867 aparat nurkowy Rouquayrol-Denayrouze zdobył złoty medal na Światowych Targach. Juliusz Verne, który zwiedzając wystawę przyjął wynalazek entuzjastycznie oraz wyposażył w niego Kapitana Nemo i załogę jego Nautilusa w wydanej dwa lata później powieści fantastycznej 20 000 mil podwodnej żeglugi, w hołdzie wynalazcom wzmiankując ich nazwiska.
W 1869 Denayrouze powierzył zarządzanie Towarzystwem Połowu Ryb i Gąbek swojemu bratu, Ludwikowi, zajmując się w tym czasie upowszechnianiem skafandra we wschodnim obszarze Morza Śródziemnego. W 1874 August rozwiązał obydwa przedsiębiorstwa i utworzył „Połączone Towarzystwo Specjalności Mechanicznych”, mianując dyrektorem swojego brata.
Denayrouze zmarł po chorobie 1 stycznia 1883 w wieku 45 lat.

## Wynalazki wspólnie z Rouquayrolem[2]

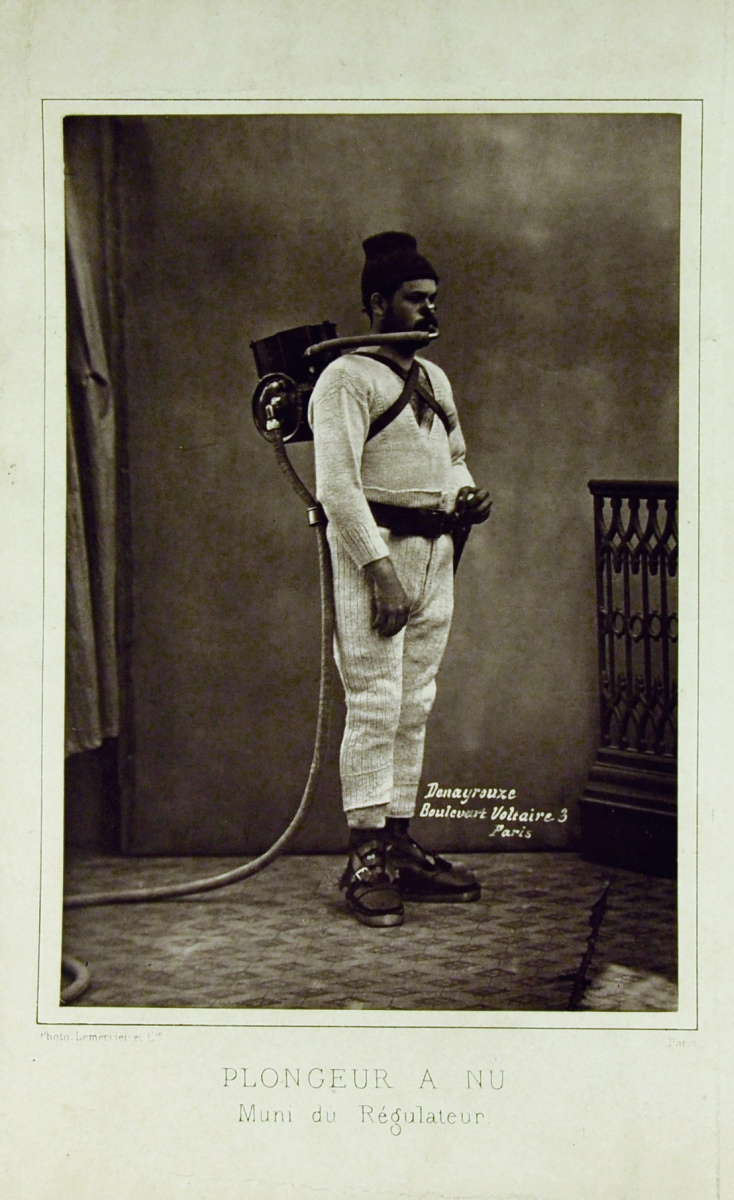
Wersja skafandra z 1870 r.

- 11 marca 1864: patent na zbiornik przejściowy dla wersji skafandra zasilanej w powietrze za pośrednictwem węża ręczną pompą znad powierzchni wody. Zbiornik można było zastosować w wersji autonomicznej jako zasobnik powietrza sprężonego do 40 atmosfer. Zestaw Rouquayrol-Denayrouze stanowił pierwszy aparat umożliwiający nurkowanie. Pierwsza wersja nazywana niskociśnieniową zasilana wężem okazała się użyteczna w pracach morskich i górniczych. Model drugi pozwalał na niezależne nurkowanie do 10 metrów przez pół godziny. W celu ochrony nurka przed wyziębieniem, konstruktorzy opracowali wodoszczelny skafander z gumowanej tkaniny, podobny do innych tego typu rozwiązań, stosowanych w tym czasie. Nurek był obciążony butami o masie 8 kg każdy, utrzymującymi go w pozycji pionowej. Nos nurka był zatkany zaciskiem, jego oczy nie były w żaden sposób chronione, co wynikało z panującej w regionie Espalion tradycji nurkowania z otwartymi oczami. Pierwszymi testerami sprzętu byli doświadczeni podwodni rybacy, cabussairs, którzy stosowali taką technikę podwodną w czasie połowów. Jedyny zachowany egzemplarz sprzętu Rouquayrol-Denayrouze z 1864 znajduje się Musée du scaphandre w Espalion.

- 27 czerwca 1864, patent no. 63606: gumowany skafander dla aparatu nurkowego.

- 1865: Rouquayrol i Denayrouze opracowali miedzianą maskę doczepianą do skafandra, zasilaną powietrzem przez ustnik. Wydychane gazy usuwane były przez ręczny zawór zwrotny. Po problemach zgłaszanych przez nurków, w 1866 maskę (nazywaną ze względu na swój kształt "pyskiem") zastąpiono tradycyjnym hełmem nurkowym wyposażonym w ustnik i zawór wylotowy.

- 5 września 1865: wyposażenie skafandra w gwizdek ostrzegawczy, za pomocą którego nurek sygnalizował niski poziom powietrza.

- 17 lutego 1866: patent na filtr z drucianej siatki, chroniący mechanizm regulatora przed cząsteczkami zawiesin, unoszącymi się w toni wodnej.

## Wynalazki Augusta Denayrouze'a[2]
- Styczeń 1873: zawór wylotowy dla hełmu nurkowego.
- Styczeń 1873: hełm Denayrouze z trzema śrubami, łączącymi go ze skafandrem. Eliminacja ustnika, powietrze do hełmu podawane jest wprost do wnętrza. Zbiornik pośredni chroni uszy nurka poprzez eliminację pulsacji ciśnienia powietrza podawanego przez pompę.

## Wynalazki Louisa Denayrouze'a, brata Augusta[2]
- 2 czerwca 1872: "Aerophore", urządzenie ratunkowe dla górnictwa, połączone z wodoszczelną lampą olejną, świecącą pod wodą.

- luty 1874 patent na telefon podwodny, umożliwiający komunikację nurka z osobami na powierzchni.

- 1889: patent na bezśrubowe połączenie hełmu ze skafandrem, sceptycznie przyjęty przez nurków.